# Spilosoma obscura
Spilosoma obscura är en fjärilsart som beskrevs av O. Schultz 1905. Spilosoma obscura ingår i släktet Spilosoma och familjen björnspinnare. Inga underarter finns listade i Catalogue of Life.